# Academy of Interactive Arts & Sciences
Academy of Interactive Arts & Sciences（AIAS、インタラクティブ芸術科学アカデミー）は、コンピュータゲームを促進する非営利団体で、ゲーム業界におけるプロフェッショナルが集まって結成されている。ゲーム業界への貢献を目的として、「D.I.C.E. Summit」「D.I.C.E. Awards」（旧名：「Interactive Achievement Awards」）の開催などを行なっている。ビバリーヒルズの弁護士、アンドリュー・S・ザッカーが創設者兼初代会長を務めた。

## D.I.C.E. Summit
AIASは、コミュニティの促進と発展などを目的として、「D.I.C.E. Summit」というゲーム業界の幹部を集めた会議を、第1回を2002年から行う様になってそれから毎年開催している。名前の意味は「Design, Innovate, Communicate, Entertain」から来ている。開催地はラスベガスで数日に亘って行われる。

## Interactive Achievement Awards / D.I.C.E. Awards
AIASは、優れたコンピュータゲーム、人物、業績などの表彰を目的として、「Interactive Achievement Awards」という授賞式典を、第1回を1998年から行う様になってそれから毎年開催している。2002年から「D.I.C.E. Summit」を開催する様になってからは授賞式典はその中で行う様になった。2013年からはサミット名と同じ様に「D.I.C.E. Awards」と改名をした。